# Sunny Choi
Sunny Choi (*4. únor 1987, Soul, Jižní Korea) je klavírní virtuozka korejsko-kanadského původu, která mezinárodních úspěchů dosáhla po publikaci svých videí na internetovém portálu YouTube. Svým osobitým způsobem upravuje a na klavír hraje písně současné populární hudby.

## Počátky
Narodila se v jihokorejském Soulu a už od čtyř let se věnovala hře na klavír. Jako amatérská klavíristka získala již v útlém věku několik studentských cen v různých kategoriích. Ve 13 letech se s rodiči odstěhovala do Kanady, kde dodnes žije, konkrétně v Torontu.
Získala prestižní titul na Kanadské královské konzervatoři. Mluví plynně korejsky a anglicky.

## Kariéra
Její kariéra začala stoupat vzhůru, když si jejího talentu na internetovém portálu YouTube všimla nahrávací společnost The Rodney Company. S touto společností již dala dohromady klavírní verze především interpretů současné populární hudby, mezi nimiž nechybí tací jako Lady Gaga, Bruno Mars, Eminem, Rihanna, Beyoncé, Edward Maya, Vika Jigulina, Alicia Keys, Linkin Park, Shakira a mnoho dalších.
Její hudební CD a také jednotlivé skladby jsou k dispozici na internetovém portálu iTunes, od konce října 2011 také na jeho české verzi.

## Ohlasy
K Sunny se na její oficiální stránce na Facebooku hlásí přes 90 000 fanoušků. Jako fascinující její hru na piano označil zpěvák Enrique Iglesias. Během roku zvládne více než 200 představení po celém světě.
Na oficiálním Facebooku uvádí, že dát dohromady jednu píseň a videoklip k ní jí trvá 10 až 15 hodin.

## Diskografie
- 2011 - Medleys, vol.1 : Best Artists, Best Songs
- 2011 - Medleys, vol.2 : Best Artists, Best Songs
- 2011 - Medleys, vol.3 : Best Artists, Best Songs
- 2011 - Amazing